# Montmorency
Montmorency este un oraș în Franța, în departamentul Val-d'Oise, în regiunea Île-de-France.
1. ↑  répertoire géographique des communes, accesat în 26 octombrie 2015
2. ↑  dataset of postal codes in France, 1 octombrie 2018